# Campionati europei di atletica leggera 2022 - Maratona femminile
La maratona femminile dei campionati europei di atletica leggera 2022 si è svolta il 21 agosto 2022 nel percorso creato nelle strade di Monaco di Baviera, in Germania. La gara è stata valida anche per la Coppa Europa a squadre, assegnata durante la rassegna europea.

## Podio
| Pos.    | Atleta              | Nazionalità | Tempo    | Note                                     |
| ------- | ------------------- | ----------- | -------- | ---------------------------------------- |
| Oro     | Aleksandra Lisowska | Polonia     | 2h28'36" | Miglior prestazione personale stagionale |
| Argento | Matea Parlov Koštro | Israele     | 2h28'42" |                                          |
| Bronzo  | Nienke Brinkman     | Paesi Bassi | 2h28'52" |                                          |

## Situazione pre-gara

### Record
Prima di questa competizione, il record del mondo (RM), il record europeo (EU) e il record dei campionati (RC) erano i seguenti.
| Record                | Prestazione | Atleta                      | Data                               | Competizione |
| --------------------- | ----------- | --------------------------- | ---------------------------------- | ------------ |
| Record mondiale       | 2h17'01" wo | Mary Keitany Kenya          | 23 aprile 2017 Londra, Regno Unito |              |
| Record europeo        | 2h15'25" mx | Paula Radcliffe Regno Unito | 13 aprile 2003 Londra, Regno Unito |              |
| Record dei campionati | 2h25'14"    | Christelle Daunay Francia   | 16 agosto 2014 Zurigo, Svizzera    | Europei 2014 |

### Campione in carica
La campionessa europea in carica era:
| Campione | Atleta                       | Prestazione | Data                             | Competizione |
| -------- | ---------------------------- | ----------- | -------------------------------- | ------------ |
| Europeo  | Vol'ha Mazuronak Bielorussia | 2h26'22"    | 12 agosto 2018 Berlino, Germania | Europei 2018 |

### La stagione
Prima di questa gara, le atlete europee con le migliori tre prestazioni dell'anno erano:
| Pos. | Atleta                         | Prestazione | Data                               |
| ---- | ------------------------------ | ----------- | ---------------------------------- |
| 1    | Joan Chelimo Melly Romania     | 2h18'04"    | 17 aprile 2022 Seul, Corea del Sud |
| 2    | Lonah Chemtai Salpeter Israele | 2h18'45"    | 13 marzo 2022 Nagoya, Giappone     |
| 3    | Mizuki Matsuda Giappone        | 2h20'52"    | 30 gennaio 2022 Osaka, Giappone    |

## Risultati

### Finale
La finale si è disputata alle ore 16:57 del 21 agosto:
| Pos.    | Atleta                  | Nazione       | Tempo    | Note                                     |
| ------- | ----------------------- | ------------- | -------- | ---------------------------------------- |
| Oro     | Aleksandra Lisowska     | Polonia       | 2h28'36" | Miglior prestazione personale stagionale |
| Argento | Matea Parlov Koštro     | Croazia       | 2h28'42" |                                          |
| Bronzo  | Nienke Brinkman         | Paesi Bassi   | 2h28'52" |                                          |
| 4       | Miriam Dattke           | Germania      | 2h28'52" |                                          |
| 5       | Giovanna Epis           | Italia        | 2h29'06" | Miglior prestazione personale stagionale |
| 6       | Domenika Mayer          | Germania      | 2h29'21" |                                          |
| 7       | Fionnuala McCormack     | Irlanda       | 2h29'25" | Miglior prestazione personale stagionale |
| 8       | Hanne Verbruggen        | Belgio        | 2h29'44" | Miglior prestazione personale stagionale |
| 9       | Fabienne Schlumpf       | Svizzera      | 2h30'17" | Miglior prestazione personale stagionale |
| 10      | Deborah Schöneborn      | Germania      | 2h30'35" |                                          |
| 11      | Marta Galimany          | Spagna        | 2h31'14" |                                          |
| 12      | Rabea Schöneborn        | Germania      | 2h31'36" |                                          |
| 13      | Mieke Gorissen          | Belgio        | 2h31'48" |                                          |
| 14      | Mélody Julien           | Francia       | 2h32'19" |                                          |
| 15      | Katharina Steinruck     | Germania      | 2h32'41" | Miglior prestazione personale stagionale |
| 16      | Irene Pelayo            | Spagna        | 2h33'15" | Miglior prestazione personale stagionale |
| 17      | Nóra Szabó              | Ungheria      | 2h34'49" | Miglior prestazione personale stagionale |
| 18      | Elena Loyo              | Spagna        | 2h34'56" | Miglior prestazione personale stagionale |
| 19      | Angelika Mach           | Polonia       | 2h35'03" | Miglior prestazione personale stagionale |
| 20      | Kristina Hendel         | Germania      | 2h35'14" |                                          |
| 21      | Jill Holterman          | Paesi Bassi   | 2h35'25" | Miglior prestazione personale stagionale |
| 22      | Alice Wright            | Gran Bretagna | 2h35'33" |                                          |
| 23      | Tereza Hrochová         | Rep. Ceca     | 2h36'00" |                                          |
| 24      | Marcela Joglová         | Rep. Ceca     | 2h36'26" | Miglior prestazione personale stagionale |
| 25      | Naomi Mitchell          | Gran Bretagna | 2h36'44" |                                          |
| 26      | Monika Jackiewicz       | Polonia       | 2h37'15" |                                          |
| 27      | Tetyana Gamera          | Ucraina       | 2h37'28" | Miglior prestazione personale stagionale |
| 28      | Maor Tiyouri            | Israele       | 2h38'04" |                                          |
| 29      | Ann-Marie McGlynn       | Irlanda       | 2h38'26" | Miglior prestazione personale stagionale |
| 30      | Hanna Lindholm          | Svezia        | 2h38'44" |                                          |
| 31      | Becky Briggs            | Gran Bretagna | 2h39'02" |                                          |
| 32      | Laura Méndez            | Spagna        | 2h39'15" | Miglior prestazione personale stagionale |
| 33      | Astrid Verhoeven        | Belgio        | 2h40'03" |                                          |
| 34      | Aoife Cooke             | Irlanda       | 2h40'37" | Miglior prestazione personale stagionale |
| 35      | Rosie Edwards           | Gran Bretagna | 2h40'47" | Miglior prestazione personale stagionale |
| 36      | Maria Sagnes Wågan      | Norvegia      | 2h40'58" | Miglior prestazione personale stagionale |
| 37      | Runa Skrove Falch       | Norvegia      | 2h41'08" |                                          |
| 38      | Loreta Kančytė          | Lituania      | 2h41'15" | Miglior prestazione personale stagionale |
| 39      | Nina Chydenius          | Finlandia     | 2h43'00" |                                          |
| 40      | Moira Stewartová        | Rep. Ceca     | 2h43'03" | Miglior prestazione personale stagionale |
| 41      | Sanna Mustonen          | Svezia        | 2h43'23" | Miglior prestazione personale stagionale |
| 42      | Anna Incerti            | Italia        | 2h44'11" |                                          |
| 43      | Karen Ehrenreich        | Danimarca     | 2h44'28" |                                          |
| 44      | Camilla Elofsson        | Svezia        | 2h45'34" |                                          |
| 45      | Marinela Nineva         | Bulgaria      | 2h45'40" | Miglior prestazione personale stagionale |
| 46      | Suvi Miettinen          | Finlandia     | 2h47'15" | Miglior prestazione personale stagionale |
| 47      | Lilia Fisikovici        | Moldavia      | 2h47'44" |                                          |
| 48      | Zsófia Erdélyi          | Ungheria      | 2h48'03" |                                          |
| 49      | Annemari Kiekara        | Finlandia     | 2h48'30" |                                          |
| 50      | Susana Cunha            | Portogallo    | 2h51'14" |                                          |
| 51      | Marina Nemchenko        | Ucraina       | 2h53'13" | Miglior prestazione personale stagionale |
| 52      | Bo Ummels               | Paesi Bassi   | 3h00'56" | Miglior prestazione personale stagionale |
| -       | Militsa Mircheva        | Bulgaria      | dnf      | dnf                                      |
| -       | Yevheniya Prokofyeva    | Ucraina       | dnf      | dnf                                      |
| -       | Ana Štefulj             | Croazia       | dnf      | dnf                                      |
| -       | Alisa Vainio            | Finlandia     | dnf      | dnf                                      |
| -       | Izabela Paszkiewicz     | Polonia       | dnf      | dnf                                      |
| -       | Viktoriia Kaliuzhna     | Ucraina       | dnf      | dnf                                      |
| -       | Sara Moreira            | Portogallo    | dnf      | dnf                                      |
| -       | Ruth Van Der Meijden    | Paesi Bassi   | dnf      | dnf                                      |
| -       | Solange Jesus           | Portogallo    | dnf      | dnf                                      |
| -       | Pernille Eugenie Epland | Norvegia      | dnf      | dnf                                      |
| -       | Katarzyna Jankowska     | Polonia       | dnf      | dnf                                      |

Legenda:
- Pos. = posizione
- NF = prova non completata (Non Finito)
- = miglior prestazione personale stagionale